# Hiệp ước Hợp tác Sáng chế
Hiệp ước Hợp tác Sáng chế (PCT) là một hiệp ước quốc tế về luật sáng chế, được ký kết vào năm 1970. Nó cung cấp một thủ tục thống nhất cho việc nộp đơn xin bảo hộ sáng chế tại mỗi quốc gia ký kết. Một đơn xin cấp bằng sáng chế nộp theo PCT được gọi là một đơn quốc tế, hoặc đơn PCT.
Một đơn nộp đơn PCT được thực hiện với một Receiving Office (RO) bằng một ngôn ngữ. Sau đó kết quả tìm kiếm của Cơ quan Tìm kiếm Quốc tế (ISA), cùng với ý kiến bằng văn bản về khả năng cấp bằng sáng chế của sáng chế, là đối tượng của đơn. Sau đó là một cuộc kiểm tra sơ bộ do Cơ quan Thẩm định sơ bộ Quốc tế (IPEA) thực hiện. Cuối cùng, các cơ quan quốc gia hoặc khu vực có liên quan quản lý các vấn đề liên quan đến việc kiểm tra đơn (nếu được cung cấp bởi luật quốc gia) và cấp bằng sáng chế.
Một đơn PCT không phải là kết quả của việc cấp bằng sáng chế, vì không có bằng sáng chế quốc tế và việc cấp bằng sáng chế là đặc quyền của mỗi cơ quan có thẩm quyền của quốc gia hoặc khu vực. Nói cách khác, một ứng dụng PCT, thiết lập ngày nộp đơn ở tất cả các quốc gia ký kết, phải được theo sau với bước tiến hành các giai đoạn quốc gia hoặc khu vực để tiến tới cấp một hoặc nhiều bằng sáng chế. Thủ tục PCT chủ yếu dẫn đến một đơn đăng ký quốc gia hoặc khu vực tiêu chuẩn có thể được cấp hoặc từ chối theo luật áp dụng trong mỗi thẩm quyền mà bằng độc quyền sáng chế.
Các quốc gia ký kết, các quốc gia là các bên của PCT, tạo thành Liên minh Hợp tác Sáng chế Quốc tế.

## Lịch sử
Hội nghị Ngoại giao Washington về Hiệp ước Hợp tác Sáng chế đã được tổ chức tại Washington từ ngày 25 tháng 5 đến ngày 19 tháng 6 năm 1970. Hiệp ước Hợp tác Sáng chế được ký vào ngày cuối cùng của hội nghị vào ngày 19 tháng 6 năm 1970. Hiệp ước bắt đầu có hiệu lực từ ngày 24 tháng 1 năm 1978, Với 18 quốc gia ký kết. Các đơn quốc tế đầu tiên được nộp vào ngày 1 tháng 6 năm 1978. Hiệp ước sau đó được sửa đổi vào năm 1979 và được sửa đổi vào năm 1984 và năm 2001.

## Gia nhập

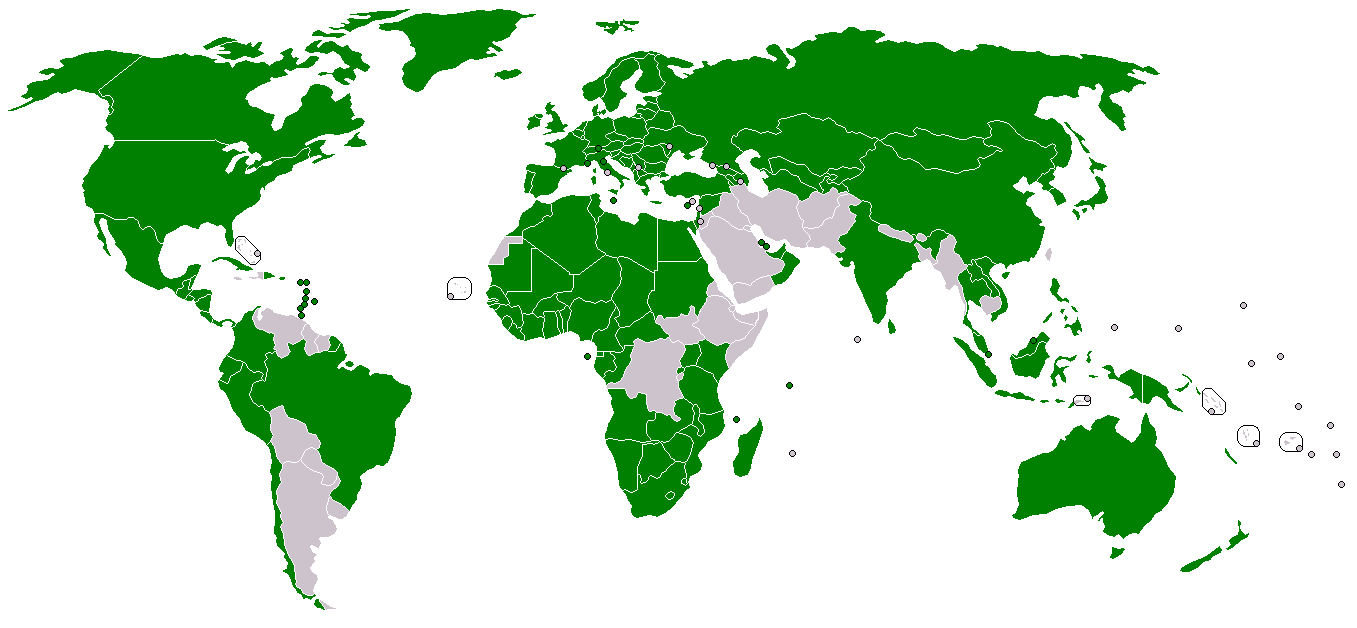
Các thành viên hiệp ước hợp tác sáng chế

Bài chi tiết: Danh sách các bên tham gia Hiệp ước Hợp tác Sáng chế
Bất kỳ nhà thầu nào tham gia Công ước Paris về bảo hộ sở hữu công nghiệp đều có thể trở thành thành viên của PCT.
Phần lớn các nước trên thế giới là các bên tham gia PCT, bao gồm tất cả các nước công nghiệp hoá chủ yếu (với một số ngoại lệ, bao gồm Argentina và Đài Loan). Tính đến ngày 16 tháng 3 năm 2017, đã có 152 quốc gia ký kết hiệp ước với PCT. Jordan đã trở thành quốc gia ký kết 152 vào ngày 9 tháng 3 năm 2017. PCT sẽ có hiệu lực cho Jordan vào ngày 9 tháng 6 năm 2017.

## Thủ tục
Những lợi ích chính của thủ tục PCT, còn được gọi là thủ tục quốc tế, là khả năng trì hoãn tối đa: (a) thủ tục quốc gia hoặc khu vực; (B) lệ phí tương ứng và chi phí dịch thuật; Và, (c) thủ tục nộp đơn thống nhất. Từ quan điểm thực tế, điều này có thể cho phép các doanh nghiệp mới tìm kiếm đối tác chiến lược, tài trợ và thị trường trước khi công nghệ của họ trở nên công khai.
Một ứng dụng PCT (còn gọi là "ứng dụng bằng sáng chế quốc tế") có hai giai đoạn. Giai đoạn đầu tiên là giai đoạn quốc tế trong đó bảo hộ sáng chế đang chờ giải quyết trong một đơn đăng ký duy nhất nộp cho cơ quan sáng chế của một quốc gia ký kết hợp đồng PCT. Giai đoạn hai là giai đoạn quốc gia và khu vực theo sau giai đoạn quốc tế, trong đó quyền được tiếp tục bằng cách nộp các tài liệu cần thiết với các cơ quan cấp bằng sáng chế của các quốc gia ký kết riêng biệt của PCT. Một đơn PCT, như vậy, không phải là một yêu cầu thực tế mà một bằng sáng chế được cấp, và nó không phải là một bằng sáng chế, và trừ khi nó đi vào "giai đoạn quốc gia".